# Герб комуни Гагфорс
Герб комуни Гагфорс (швед. Hagfors kommunvapen) — символ шведської адміністративно-територіальної одиниці місцевого самоврядування комуни Гагфорс. 

## Історія
Гагфорс набув міські права 1950 року. Герб міста отримав королівське затвердження 1951 року. 
Після адміністративно-територіальної реформи, проведеної в Швеції на початку 1970-х років, муніципальні герби стали використовуватися лишень комунами. Цей герб 1971 року був перебраний для нової комуни Гагфорс.
Герб комуни офіційно зареєстровано 1974 року.

## Опис (блазон)
У золотому полі з червоної мурованої основи виходить така ж труба, з якої горить синє полум’я. 

## Зміст
Споруда означає доменну піч і символізує видобування залізної руди та розвинуту металургію.